# Batalla de Toski
La batalla de Toski (Tushkah) tuvo lugar el 3 de agosto de 1889 en Egipto entre las fuerzas anglo-egipcias y las fuerzas del Sudán mahdista.
Desde 1882, el Reino Unido había tomado control sobre Egipto, lo cual supuso su implicación en la guerra de Sudán. Por esta razón decidieron reformar y rearmar el Ejército egipcio. En 1885 un general británico, Sir Francis Grenfell, fue nombrado Sirdar (comandante en jefe), con los oficiales británicos entrenando y dirigiendo a las nuevas unidades.
Por otra parte, los sudaneses no habían renunciado a su ambición de difundir la fe mahdista en Egipto. Para este propósito, en 1889 el califa Abdallahi ibn Muhammad envió al emir Wad-el-Nujumi al mando de un ejército de 6.000 hombres a Egipto. Los mahdistas evitaron acercase a Wadi Halfa, donde la mayor parte de las tropas egipcias estaban acuarteladas, acampando junto al Nilo en Toski, a 76 km  al norte de la frontera egipcia. Aquí fueron atacados por el Ejército egipcio, que casi aniquiló a los sudaneses después de un combate de cinco horas. El emir murió mientras intentaba reagrupar a sus hombres y solo 800 guerreros mahdistas escaparon. Además de los oficiales al mando de las unidades egipcias, las únicas tropas británicas que participaron fueron una escuadra del 20° Regimiento de Húsares.
Esta batalla demostró las cualidades combativas del Ejército egipcio reformado, incluyendo las recién formadas unidades sudanesas que componían cuatro de los seis batallones de infantería presentes, y que efectivamente pusieron fin a la amenaza mahdista contra Egipto.